# Johann Jakob Stehlin der Ältere

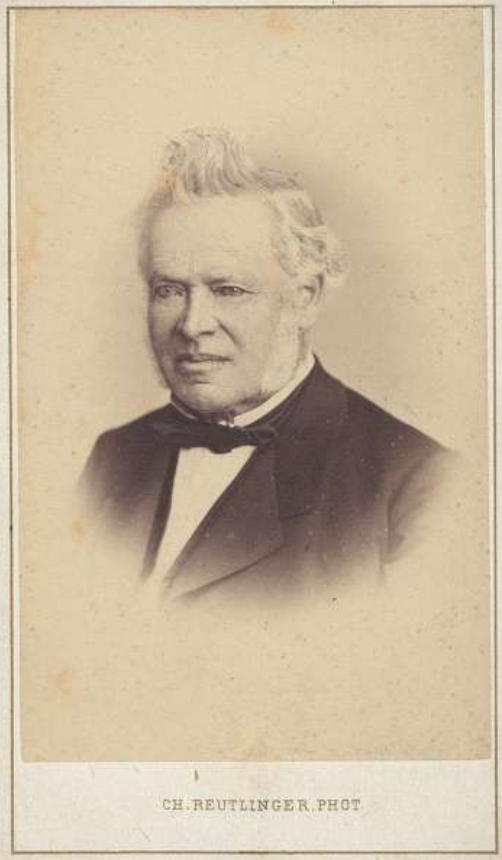
Johann Jakob Stehlin-Hagenbach

Johann Jakob Stehlin (* 20. Januar 1803 in Basel; † 18. Dezember 1879 ebenda; heimatberechtigt ebenda) war ein Schweizer Architekt und Politiker. Er war 1858 bis 1873 Bürgermeister von Basel und vertrat dazu den Kanton Basel-Stadt im Nationalrat sowie auch im Ständerat. Die Wahl zum Bundesrat als Nachfolger von Josef Munzinger am 11. Juli 1855 lehnte er ab.

## Leben
Johann Jakob Stehlin war Sohn eines nach Basel zugezogenen Zimmermeisters. Mit elf Jahren verlor er seinen Vater, den Betrieb führte die Mutter weiter. Nach der öffentlichen Schule in Basel besuchte er diejenige der Brüdergemeine in Herrnhut und machte darauf die Lehre als Zimmermann. Seine Wanderjahre führten ihn an die Bauakademien in München, Berlin, Hamburg und Wien. Darauf übernahm er das väterliche Geschäft, bis er es 1853 seinem ältesten Sohn Johann Jakob Stehlin dem Jüngeren übergab. Stehlin hat zahlreiche repräsentative Wohnhäuser für die Basler Oberschicht gebaut, sein Geschäft erhielt aber auch 1852 den Zuschlag für Arbeiterhäuser in der Breite. Herausragend und ungewöhnlich für sein Schaffen ist der Schilthof als Kopfbau am Anfang der Freien Strasse nach Vorbild des Tempels der Vesta auf dem Forum Romanum. Als einflussreiches Mitglied des Basler Baukollegiums war er an der baulichen Entwicklung der Stadt über die alten Mauern hinaus massgeblich beteiligt.
Johann Jakob Stehlin-Hagenbach war als wirtschaftsliberaler Politiker aktiv. Schon 1833, im Alter von dreissig Jahre, gelangte er in den Basler Grossen Rat und behielt das Mandat bis 1872, 1847–1875 sass er im Kleinen Rat, 1858 bis 1873 war er Bürgermeister. In der Schweizerischen Eidgenossenschaft vertrat er seinen Kanton 1848 als Tagsatzungsgesandter, 1848–53 war er Ständerat und 1853–75 Nationalrat. 1855 wurde er in den Bundesrat gewählt, lehnte aber die Wahl aus persönlichen Gründen ab. Dies war das erste Mal in der Geschichte des modernen Bundesstaates, dass ein Politiker die Wahl in den Bundesrat nicht annahm. 1858–59 und 1867–68 amtierte er als Präsident des Nationalrats. Als politischer Weggefährte und persönlicher Freund Alfred Eschers war Stehlin Mitglied im Ausschuss der Gotthardbahnvereinigung und dann 1871–76 Vizepräsident des Verwaltungsrats der Gotthardbahn-Gesellschaft. In der Schweizer Armee diente er als Offizier der Artillerie, wurde 1846 Oberst und kam als eidgenössischer Kommissionär 1848 im Kanton Tessin, 1849 an der Nordgrenze zum Einsatz.
Das 1852 von Stehlin erworbene Schloss Bipp im Kanton Bern befindet sich heute noch in Familienbesitz.

## Familie

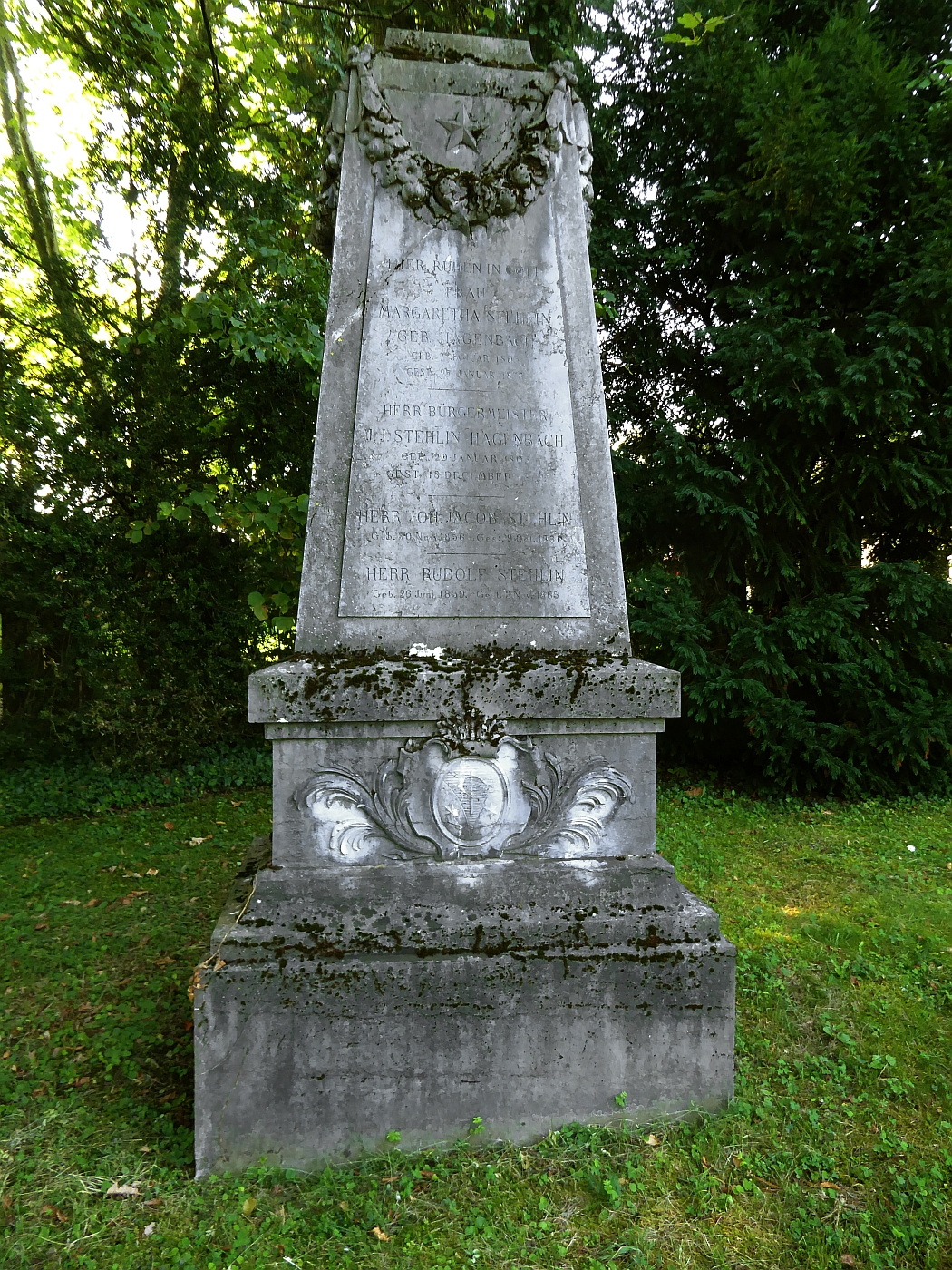
Familiengrab auf dem Friedhof Wolfgottesacker, Basel

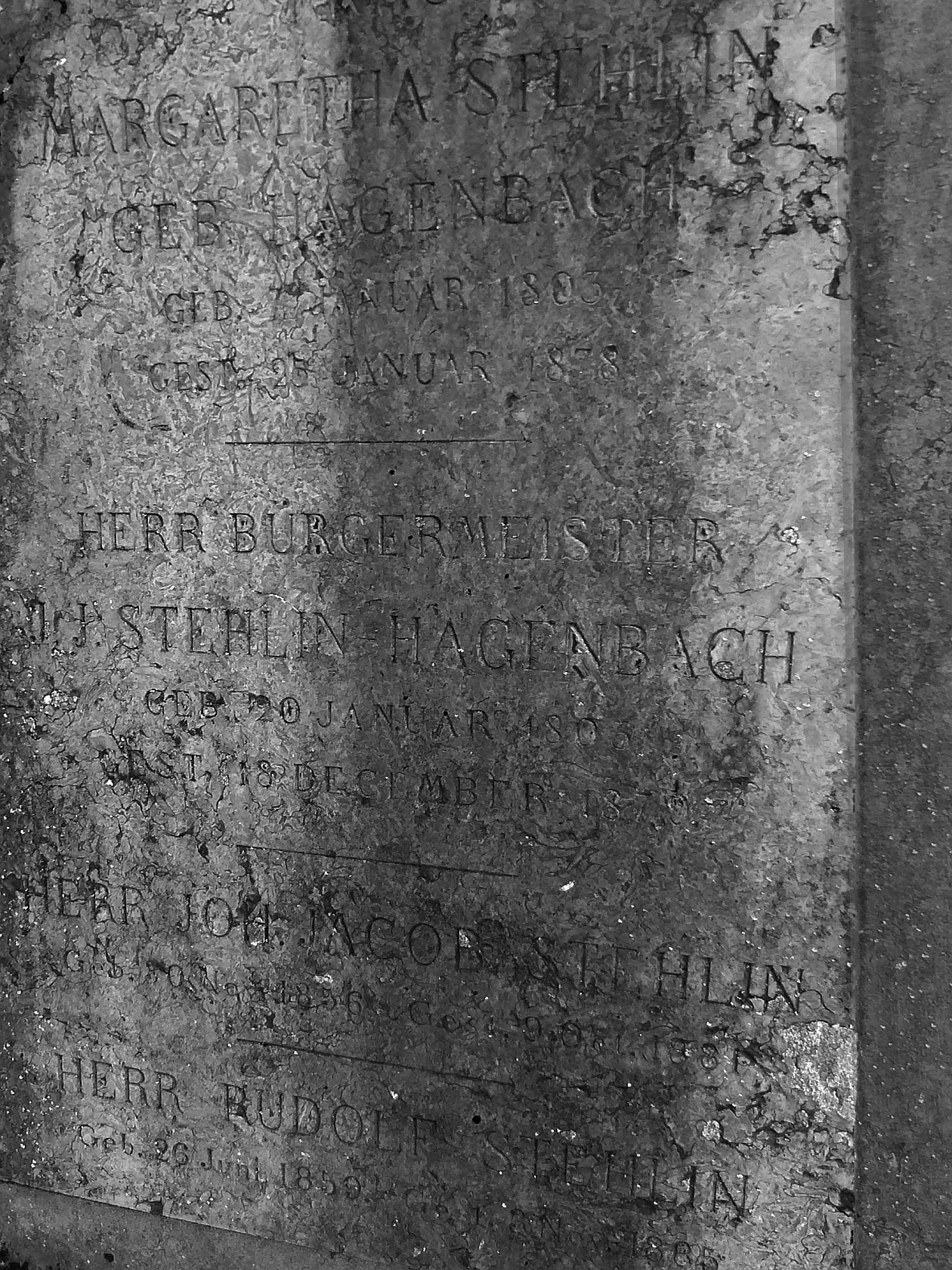
Grab auf dem Friedhof Wolfgottesacker, Basel

Stehlin heiratete 1825 Catharina Margaretha, geborene Hagenbach. Sie war die Tochter von Karl Friedrich Hagenbach und die Schwester von Karl Rudolf Hagenbach.
Stehlins Tochter Margaretha (1829–1906) war ab 1849 mit dem musikliebenden Bankier Friedrich Riggenbach-Stehlin (1821–1904) verheiratet. Das Ehepaar war eng mit Clara Schumann, Johannes Brahms und Theodor Kirchner befreundet.
Zwei seiner Söhne erlangten ebenfalls Bekanntheit: Karl Rudolf Stehlin vertrat den Kanton Basel-Stadt im Ständerat, Johann Jakob Stehlin der Jüngere war ein bekannter Architekt, der viele Bauwerke in Basel erbauen liess.